# Сабаєво (Буздяцький район)
Саба́єво (рос. Сабаево, башк. Сабай) — село у складі Буздяцького району Башкортостану, Росія. Адміністративний центр Сабаєвської сільської ради.
Населення — 732 особи (2010; 713 у 2002).
Національний склад:
- татари — 52 %
- башкири — 48 %